# Trevisan (cognome)
Trevisan è un cognome di lingua italiana.

## Varianti
Trevisani, Trevisano, Trevisato, Trevisi, Trevisin, Trevisini, Treviso, Trevisol, Trevison.

## Origine e diffusione
Cognome tipicamente veneto, è presente prevalentemente nel veneziano, vicentino e padovano.
Potrebbe derivare dal toponimo Treviso.
In Italia conta circa 4852 presenze.
La variante Trevisi è trevisana, reggiana, modenese, bolognese, ferrarese e leccese; Trevisin compare nel trevisano e nel veneziano; Trevisini è udinese e triestino; Treviso è barese e palermitano; Trevisani è veneto ed emiliano-romagnolo.

## Persone
- Giancarla Trevisan – velocista italiana
- Gianni Trevisan – allenatore di pallacanestro italiano
- Giorgio Trevisan – fumettista e pittore italiano